# Карль, Леннарт
Леннарт Карль (нем. Lennart Karl; родился 22 февраля 2008 года, Фраммерсбах, Германия) — немецкий футболист, полузащитник клуба «Бавария».

## Клубная карьера
В 2015 году Леннарт Карль присоединился к академии «Виктории (Ашаффенбург)». В 2017 году ушёл в «Айнтрахт (Франкфурт)», но в 2022 году вернулся в «Викторию», где и привлёк внимание скаутов «Баварии», после чего летом того же года Карль поступил в их академию. В сезоне 2024/25 дебютировал в юношеской лиге до 17 лет, где за 9 матчей Карль забил 17 мячей и отдал 7 голевых передач. В октябре 2024 года «Реал Мадрид» и «Аякс» были заинтересованы в подписании Карля. По итогу за 30 игр за «Баварию» до 17 и 19 лет он забил 34 мяча и отдал 11 голевых передач.
Впервые на скамейке запасных основной команды «Баварии» оказался 4 апреля 2025, когда его команда отправилась на выезд к «Аугсбургу». В том матче Карль на поле не вышел. За «Баварию» дебютировал 15 июня 2025 года в матче Клубного чемпионата мира против «Окленда», заменив в перерыве Майкла Олисе. В своём первом матче в основной команде Карль сделал несколько полезных действий, а также нанёс два удара по воротам вскоре после выхода на поле; после матча Венсан Компани сказал, что у него «не было ощущения, что мы теряем в атакующей мощи, когда он [Карль] на поле».

## Карьера в сборной
Сыграл 11 матчей за сборную Германии до 15 и 16 лет, где забил два мяча. В составе сборной Германии до 17 лет отправился на чемпионат Европы до 17 лет в Албании, где провёл три матча. Всего за сборную до 17 лет сыграл 13 матчей, где забил семь мячей.

## Стиль игры
Леннарт Карль — левоногий атакующий полузащитник, действующий на позиции «десятки», который располагается сразу за нападающим, дирижирует атаками и управляет игрой в завершающей трети поля. Также Карль отличается хладнокровием при исполнении штрафных ударов. За его футбольный интеллект, умение участвовать в голевых действиях и способности совмещать функции ассистента и бомбардира Карля часто сравнивают с Томасом Мюллером и Месутом Озилем, а также с Бастианом Швайнштайгером.

## Достижения

### Командные
«Бавария»
- Обладатель Суперкубка Германии: 2025